# AK-9

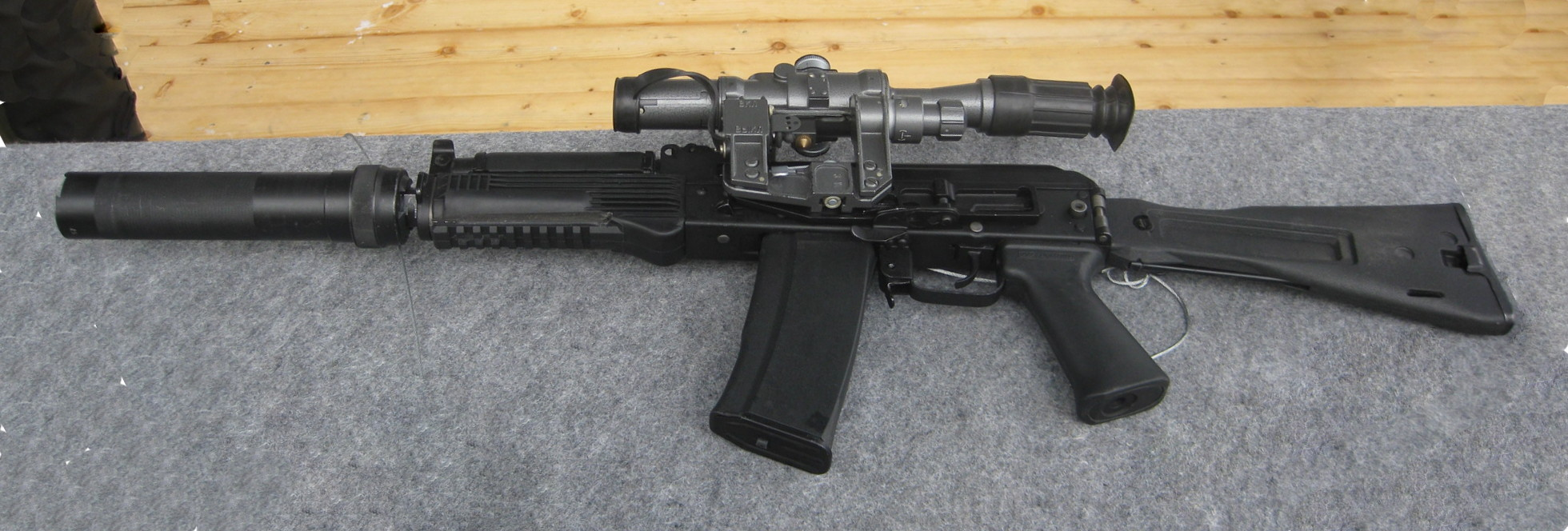
Un AK-9 équipé d'une lunette de visée et d'un supresseur.

L'AK-9 est un fusil d'assaut automatique russe créé dans les années 2000. C'est l'un des derniers modèles de la populaire Kalachnikov. Il utilise la munition 9 × 39 mm russe.